# جافياو، باهيا
جافياو، باهيا بلدية في ولاية باهيا في المنطقة الشمالية الشرقية من البرازيل.